# 캘거리 브롱코스
| 캘거리 브롱코스    | |
| 디비전             | - |
| 설립연도           | 1972년                                                                                                  |
| 해체연도           | 1972년                                                                                                  |
| 역사               | 캘거리 브롱코스 (1972년) 클리블랜드 크루세이더스 (1972년~1976년) 미네소타 파이팅 세인츠 (1976년~1977년) |
| 경기장             | - |
| 연고지             | 앨버타주 캘거리                                                                                         |
| 상징색             | 검정, 하양                                                                                              |
| 구단주             | - |
| 단장               | - |
| 감독               | - |
| 애브코 월드 트로피 | - |
| 시즌 우승          | - |
| 디비전 우승        | - |
| 영구 결번          | - |

캘거리 브롱코스(Calgary Broncos)는 1972년까지 앨버타주 캘거리를 연고지로 하는 WHA 소속 아이스 하키팀(리그 참가할 계획이었지만, 1972년에 창단이 취소되었다.)이다.
1972년 연고지를 오하이오주 클리블랜드 (클리블랜드 크루세이더스)로 이전했다.

## 역대 홈경기장
| 경기장          | 사용기간 | 수용인원 | 장소            | 비고 |
| --------------- | -------- | -------- | --------------- | ---- |
| 캘거리 브롱코스 |          |          |                 |      |
| 빈칸            | 빈칸     | 빈칸     | 앨버타주 캘거리 | 빈칸 |